# Alhambra (Paris)
Pour les articles homonymes, voir Alhambra.
L'Alhambra ou Alhambra Maurice-Chevalier est une salle de music-hall parisienne inaugurée en 1904 au 50, rue de Malte dans le 11e arrondissement, et démolie en 1967.
Un nouvel Alhambra a été inauguré en avril 2008 au 21, rue Yves-Toudic (10e arr.), à trois cents mètres de l'ancienne salle.

## Histoire
Inaugurée le 11 août 1866, la salle abrite d'abord le Cirque-Impérial, ex-Cirque-Olympique dont l'ancienne salle avait été détruite — comme nombre de théâtres du « boulevard du Crime » — par le baron Haussmann en 1862 lors de la création de la place du Château-d'Eau, aujourd'hui place de la République. Ses 5 000 places en font le plus grand cirque d'Europe. Dirigé par Bastien Franconi, descendant d'une longue lignée d'artistes de foire créateurs du Cirque-Olympique, on y présente des spectacles équestres et patriotiques. Mais leur mode étant passée, la faillite survint dès l'année suivante. Après une première tentative infructueuse de reprise par Hippolyte Hostein, ancien directeur du Châtelet, sous le nom de théâtre du Prince Impérial, la salle tombe entre les mains d'Hippolyte Cogniard, directeur des Variétés, qui l'acquiert en 1869 pour le compte de son fils Léon.

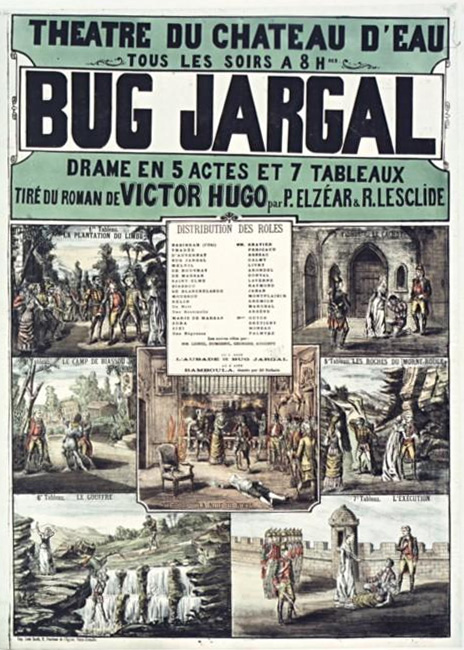
Bug-Jargal au théâtre du Château-d'Eau (1880).

Rebaptisée théâtre du Château-d'Eau, il en prend la direction à la mort prématurée de Léon en mars 1870. Il y présente de nombreux drames, fééries et revues jusqu'en 1875 où il passe la main à Eugène Dejean. Ce dernier ne possédant pas le talent de son prédécesseur, la faillite est prononcée en 1876. L'auteur dramatique Jules Dornay s'y essaie à son tour aussitôt remplacé par une société créée par ses propres comédiens et dirigée par Ulysse Bessac. Le drame y est rejoint par l'opéra-comique à partir de 1879 puis par l'opéra en 1881. Mais les subventions manquent et le théâtre est repris par Georges de Lagrenée en 1883. Les reprises de La traviata et Le Trouvère de Verdi, Norma de Bellini, Roland à Roncevaux d'Auguste Mermet et Le Brasseur de Preston d'Adolphe Adam sont programmés.
Désormais Opéra-Populaire, on y représente un répertoire lyrique traditionnel qui ne parvient pas à attirer les foules. Après une série de directions éphémères, les « Artistes associés » de Bessac font leur retour en 1886 et y imposent avec un relatif succès le mélodrame. C'est sous le nom de théâtre de la République (la place ayant été, elle, renommée en 1879) que s'ouvre la saison 1893-94. L'auteur dramatique Alphonse Lemonnier y présente une série de drames puis accueille en 1898 avec grand succès la troupe de l'Opéra-Comique pour une série de représentations à bas prix.
Successivement Opéra-Populaire et théâtre du Château-d'Eau à nouveau en 1900, Victor Silvestre, ex directeur des Folies-Dramatiques y programme des opérettes (La Fille du tambour-major d'Offenbach) et des opéras (Le Crépuscule des Dieux et Tristan et Isolde de Wagner), tout en dirigeant également les Bouffes-Parisiens. Il dépose le bilan en 1903.
En février 1904, une société constituée par l'homme d'affaires anglais Thomas Barrasford, l’Alhambra Limited, prend possession des lieux, misant sur la nouvelle vogue du music-hall venue d'Amérique. L’Alhambra devient immédiatement le lieu à la mode, devançant ses illustres aînés : l’Alcazar, l’Eldorado ou la Scala. On peut y applaudir de nombreuses vedettes parmi lesquelles Yvette Guilbert, Nitta Jo, Fragson, Polin, Dalbret, le clown Grock, le contorsionniste et magicien Houdini, Tramel, Raimu, Bouglione, Georgel et Mistinguett. Le jeune Maurice Chevalier, élève du désopilant Little Tich, y apparaît en 1907 dans la revue Alhambra 1905, imitant Fragson et Sarah Bernhardt. Chevalier se souviendra de ses débuts en chantant en 1957, à 68 ans, lors de son retour à l’Alhambra la Marche de Ménilmontant :

« Un p’tit gars, dès son jeune âge

Rêvait de devenir chanteur

Et c’est à l’Alhambra, au dernier étage

Qu’il acclamait ses grands professeurs »

Le 21 avril 1925 à quatre heures du matin, la salle est entièrement détruite par un incendie pour être reconstruite avec encore plus de luxe sur les plans de l'architecte G. Guimpel. La société d'exploitation, dirigée désormais par MM. Black et Gulliver, ayant acquis le terrain (l’antique 18e lot du Cirque-Impérial de 1866) ainsi que les bâtiments sauvés de l’incendie, le nouvel Alhambra bénéficie d'une architecture pleine d’audace pour l’époque : 2 800 places de face avec deux balcons suspendus et soutenus par des arches accrochés au toit, une scène de 400 m2, une salle de projection, ventilation, chauffage, ascenseur, etc. Décoré dans le style « Art nouveau » par Pellegry et Lavignac, éclairé par le maître-verrier Gaétan Jeannin, ses stucs nappés à la feuille d’or impressionnent le public qui le baptisera le « temple doré » (ou « théâtre en or »). Gumpel et sa création se voient cités dans la Construction Moderne du 3 avril 1932 et dans le Génie Civil ! Cette année-là, enfin, s'y donnent en alternance des spectacles de music-hall, des séances de cinéma et des représentations d'opérette. On y acclame Dame Barbette, la Teresina, Pola Negri, Raquel Meller, Pierre Dac, Muratore, Ninon Vallin, la Casanova, Suzy Solidor, etc. Faillite ou mauvaise gestion ? La direction anglaise baisse les bras en 1934 mais reste propriétaire des murs.
En 1935, Kurt Robitchek, un cabaretier berlinois, créateur du fameux KDK (Kabaret der Komedians) et qui fuit le nazisme, s'allie à Yves Bizos, ancien directeur de Bobino reprend la direction et présente la toute jeune Mireille ou Marianne Oswald que Jean Cocteau appelait la « torche du chant ».
En mai 1936, les grandes grèves n'épargnent pas l’Alhambra. Afin d'apaiser la CGT, Jean Zay, ministre de la Culture du Front populaire, et Cassou, directeur de la toute jeune Maison de la Culture, confient la direction à Louis Aragon et Jean-Paul Le Chanois, membres éminents du parti communiste français. Rebaptisé « théâtre du peuple et de la République », il devient le fief de l’idéologie théâtrale socialiste et universelle. Le 14 juillet 1936, le retour d'exil de l'écrivain Romain Rolland est marqué par la représentation de son 14 juillet, réunissant la participation de près de deux mille personnes (dont trois cents sur scène), parmi lesquelles Pablo Picasso pour la réalisation du rideau de scène (sa première œuvre engagée avant Guernica, aujourd'hui au musée de Toulouse), Darius Milhaud, Arthur Honegger, Charles Koechlin, Georges Auric, Jacques Ibert, Lazarus pour la musique, Raymond Roussel pour les textes, rejoints par des sociétaires de la Comédie-Française dont Marie Bell qui chantera ce soir-là L'Internationale le poing tendu. Le spectacle est radiodiffusé dans toutes les grandes villes françaises en alternance avec les discours de Léon Blum. Dans l’entrée du théâtre, une exposition d’art moderne accueille les spectateurs : Henri Matisse, Fernand Léger, Picasso, Pignon, Taslitzky et d'autres membres de l'école post-cubiste ou de l’AEAR (Association des Écrivains et Artistes révolutionnaires). L’engouement est cependant de courte durée et en septembre 1936, la scène est à nouveau vide.
Robitchek reprend les rênes et, le 4 du même mois, propulse sur scène pour la première fois la môme Piaf, qui n'a que 19 ans. Face à la concurrence de l'Olympia et de l'ABC, les programmes sont assurés par l imprésario Emile Audiffred jusqu'en 1947, il affiche Fernandel, Ray Ventura et ses Collégiens, Maurice Rostand, Fred Mella qui joue la Marche de l’Alhambra, Cécile Sorel et Harry Baur. Mais la menace nazie incite Robitchek à partir pour New York. Albert Beauvais reprend la direction en 1937. Durant l'Occupation, se succèdent Bourvil, Raymond Souplex et Jane Sourza, Achille Zavatta, Charpini, Georgette Plana, Georges Guétary, Georgius, Georges Milton, Lucienne Boyer, Ray Ventura Django Reinhardt, André Claveau, etc. Une nouvelle revue de Mistinguett voit également le jour. Après la Libération, Beauvais tente de séduire le public avec des opérettes comme La Bonne Hôtesse avec Coquatrix et Bourvil, Le Maharadjah ou Le Chevalier Bayard avec Henri Salvador, Yves Montand et Ludmila Tcherina. Mais la formule s’essouffle et Beauvais prend en 1949 Jane Breteau et Pierre Andrieu comme associés.
Née en 1900 dans le quartier du Montparnasse et diplômée de commerce puis directrice d’école, Jane Breteau fait ses classes avec un certain succès dans le monde du cinéma parisien (le Ciné-rire des Acacias, le Chezy de Neuilly, le Rochechouart, le Lynx de la place Pigalle). Nommée directrice de l'Alhambra en 1951, elle reprend le bail de la société Bertice d’Albert Beauvais. En 1954, elle rachète les murs à la Rank Organization, société anglaise exploitant près de six cents salles et productrice de films et de spectacles dans le monde. Sa détermination et son savoir-faire redonnent à l’Alhambra ses lettres de noblesse en en faisant un cinéma-music-hall populaire et bon marché, proposant trois heures de spectacle ininterrompu. Son immense écran et sa salle de projection ultra-moderne lui permettent de projeter des films en cinémascope comme le Gaumont Palace ou le Grand Rex. Pierre Andrieu signe également un contrat d'exclusivité pour la retransmission d'émissions populaires avec la télévision naissante et la radio. Parmi celles-ci, En direct de l’Alhambra, La Joie de vivre d’Henry Spade ou Discoparade avec Jean Fontaine, Jean Nohain et Jacqueline Joubert.
Andrieu ramène des États-Unis le boxeur Sugar Ray Robinson, l’hypnotiseur le Grand Robert, Xavier Cugat, Frankie Laine ou le jazzman Harry James, faisant peu à peu de l'Alhambra un nouveau temple du jazz. Il accueille l’avant-gardiste Stan Kenton mais aussi Sidney Bechet, Jacques Hélian, Oscar Peterson, Ella Fitzgerald, Claude Luter, Claude Bolling, Xavier Cugat, Dizzy Gillespie, Duke Ellington, Quincy Jones et Stéphane Grappelli. En 1955, après un spectacle d'Ugo Tognazzi et Raimondo Vianello, Pierre Andrieu quitte soudainement les lieux. Bruno Coquatrix, qui vient de reprendre le cinéma de l’Olympia pour en faire également un music-hall, le remplace à la programmation. Entre séances de cinéma et spectacles comme Monsieur force la chance avec Charles Aznavour, la salle produit également le championnat du monde de catch des poids mi-lourds. Mais un an plus tard, Jane Breteau refuse de s'associer à Bruno Coquatrix dans un cartel du music-hall et c'est René Gola, jeune directeur technique et beau-frère de Georges Ulmer, qui devient directeur artistique. Il adopte alors la formule « 100 % music–hall », précisant le « style Alhambra » audacieux et ouvert aux jeunes talents. Connus ou inconnus, nombre d'artistes y font leurs premiers pas ou connaissent une nouvelle carrière : parmi eux, Fernand Sardou, Renée Lebas, Léo Fuld, Tino Rossi, Moly Picon, Dario Moreno, Claude Bolling, Georges Ulmer, Lucienne Boyer, Marie Dubas, Sim, Mick Micheyl, Yma Sumac, Mouloudji, Perez Prado, Charles Trenet, Sidney Bechet, Les Compagnons de la chanson, Patachou, Marcel Amont, Jacques Pills, le Music-hall de Moscou, Bill Coleman, les Paraguayos... et Édith Piaf, encore et toujours.
À la suite d'une rencontre au Balajo avec Maurice Chevalier qui rentre d'Hollywood après dix ans d’absence sur la scène française, Jane Breteau décide de monter une nouvelle revue en l'honneur de l'une des plus grandes vedettes du music-hall à la rentrée de la saison 1956-1957. Associée au producteur Jacques Canetti, directeur du cabaret des Trois Baudets, elle confie la mise en scène à un inconnu au style révolutionnaire Alejandro Jodorowsky, les decors à Ruth Michelly, et s'adjoint les talents des jeunes Michel Legrand et Raymond Devos. Elle rebaptise également sa salle Alhambra Maurice-Chevalier.
L'Alhambra devient avec Bobino et l’Olympia l’un des trois piliers incontournables du music-hall parisien à une époque où naît un conflit entre le jeune rock'n roll et le jazz. Boris Vian et Alain Goraguer écrivent pour Magali Noël l’Alhambra rock :

« J’t’ai rencontré à l’Alhambra

Michel Legrand jouait ce soir là »

Par sa taille exceptionnelle, il constitue également un test décisif pour les artistes : perdu sur cette scène immense, seul un véritable talent peut s'imposer. Ce sera le cas (par cinq fois) de Charles Aznavour mais aussi de Jacques Brel, jeune lauréat de l’académie Charles-Cros, dans le premier spectacle de music-hall de Zizi Jeanmaire, mis en scène et chorégraphié par Roland Petit, qui y présentera aussi ses ballets Carmen et Cyrano et surnommera l'Alhambra le « TNP du music-hall ». C'est aussi là que Zizi Jeanmaire crée en décembre 1961 l'un des plus grands succès de l’histoire du music-hall : Mon truc en plumes, écrit par Bernard Dimey et Jean Constantin, arrangé par Jean-Michel Defaye, dans les costumes d’Yves Saint Laurent et sur une chorégraphie de Roland Petit.
Viendront également y affronter cette « hydre à trois mille têtes » (comme l'appelait un critique de Comœdia dans les années 1930[réf. nécessaire]) qu'est le public de l'Alhambra, Renato Carosone, les Delta Rythme Boys ou le jeune Georges Brassens. Mais le gigantisme et la profondeur de ce « vaisseau » permet aussi de présenter des spectacles grandioses comme les Ballets africains de Senghor, les ballets du Marquis de Cuevas ou, en pleine guerre froide et grâce au producteur Lumbroso, les Ballets caucasiens, les Ballets polonais, les ballets d’Israël, le théâtre de Pékin, les Chœurs de l'Armée rouge, les Ballets ukrainiens, les Ballets hongrois et les ballets de la Rapsodie roumaine. Le duo Roger Pierre et Jean-Marc Thibault s’y établissent et triomphent dans la comédie musicale Les Plumes rouges, jouée trois cents fois avec Sophie Daumier, Claudine Coster, Laurence Badie et Jane Breteau dans son propre rôle. Ils composent pour l'occasion un hymne au music-hall :

« Alhambra petit caboulot des boulevards

Alhambra jardin où fleurit chaque soir

La danse, la fantaisie, l’acrobatie,

Quelle chance de trouver ça en plein Paris

Et à quel prix

Quel choix dans le panier de ses ouvreuses

Quelle joie ! Sa directrice généreuse

Alhambra, malgré ton air démocratique,

Aux abords de la République,

Alhambra, tu es le roi ! »

Henri Salvador s'y produit pour la dernière fois avant vingt ans d'interruption dans deux récitals accompagnés par Michel Legrand et Michel Magne : « J’y ai laissé mon cœur » avouera-t-il[réf. nécessaire]. Lui succèderont Petula Clark, Jean Poiret et Michel Serrault, Paul Préboist, Pierre Tchernia et Claude Bolling. Jazz toujours avec Rosetta Tharpe, un concert historique de Duke Ellington, Benny Goodman, June Richmond, la comédie musicale Free and Easy de Quincy Jones, Max Roach, le Modern Jazz Quartet et Milt Jackson.
Raymond Devos défend les premiers soubresauts d’un adolescent de 17 ans : Johnny Hallyday. Également à l'affiche, Jacqueline Boyer, Boby Lapointe, l'absurde et déroutant Serge Davri, Léo Ferré, Leny Escudero, Jean Ferrat, Guy Béart ou Jean Leccia, le plus jeune chef d'orchestre de l'histoire du music-hall qui triomphe avec Le Music-hall miracle de Georges Ulmer, ainsi que la comédie musicale de Bernard Dimey, Un métier en or, musique de Francis Lai et chorégraphie de Descombey (maître de ballet de l'Opera de Paris) avec Jacques Jouanneau, Georges Ulmer et Philippe Noiret.
Le répertoire classique (l’Opéra de Vienne y joue La Chauve-Souris de Johann Strauss fils) alterne avec le rock américain, Vince Taylor et Gene Vincent en tête. Fernand Raynaud, Pia Colombo, Pierre Perret, Bourvil et Annie Cordy dans la comedie musicale Ouah Ouah, les féeries sur glace d’Hollyday on Ice ou les ballets américains de West Side Story de Leonard Bernstein et Jerome Robbins enchantent les spectateurs. Le jazz résiste toujours avec Memphis Slim et Thelonious Monk. En 1966, les ballets de Roland Petit présentent L’Éloge de la folie sur une musique de Marius Constant, un argument de Jean Cau et dans des décors de jeunes artistes de la « nouvelle figuration » : Niki de Saint Phalle, Jean Tinguely et Martial Raysse. Un spectacle de l’Unicef réunit entre autres Danny Kaye, Juliette Gréco, Michèle Morgan et Leslie Caron.
Le 8 mars 1964, Gene Vincent accompagné par les Shouts, chante ses plus grands succès ( Be bop a Lula...) dont "Baby Blue" qui est enregistré. Le public parisien est déchainé.
Mais la qualité des productions ne peut équilibrer la fiscalité importante imposée aux lieux de spectacle. De plus, la percée de la télévision dans les foyers, la multiplication des microsillons et les départs en week-end se conjuguent pour vider les salles. C’est avec une féerie sur glace, Blanche-Neige et les Sept Nains d'après le film de Walt Disney, que l’Alhambra ferme définitivement ses portes en mai 1967, à la mort soudaine de sa directrice.
En 1968, Maurice Chevalier lors de son dernier récital au théâtre des Champs-Élysées entonne un « Au revoir l’Alhambra ». L’Alhambra, sans doute la plus belle salle de Paris, vient grossir la liste des lieux mythiques qui disparaissent à la même époque: l’ABC, l’Ambigu, l'Apollo, le concert Pacra, l’Étoile, l'Empire, le Petit Casino, l’Européen, le Casino de Paris, Bobino et Les Trois Baudets, ces quatre derniers - il est vrai - aujourd'hui ressuscités. Dans Señorita en 1974, Christophe chante la disparition d'une époque :

« Señorita dépêche-toi

Je suis un peu plus vieux que toi

Je ne vais plus au cinéma

On a fermé l'Alhambra »

Démoli, le passé n'est toutefois pas totalement oublié puisque les lieux abritent jusque dans les années 2010 le siège de l'ANPE-Spectacles.

## Le nouvel Alhambra

### Historique de la nouvelle salle
En hommage au music-hall mythique, le producteur Jean-Claude Auclair, qui avait déjà réhabilité L'Européen place Clichy en 1988, a choisi de baptiser Alhambra l'ancienne salle de l'Association fraternelle des cheminots français aménagée en 1920 au 21, rue Yves-Toudic (10e arrondissement), à 300 mètres de l'ancien Alhambra Maurice-Chevalier et transformée en 1931 sur les plans de l'architecte autrichien Emil Hoppe.
Inaugurée en avril 2008 après deux ans de travaux cosmétiques et acoustiques, l’Alhambra est dotée d’une capacité d’accueil de 600 à 800 places assises et debout, réparties entre son parterre modulable et son balcon connecté au restaurant.
Sa qualité de salle indépendante permet également à l’Alhambra de proposer une multitude de concepts événementiels allant de l’organisation à la production de spectacles et de concerts, en passant par la réception de conférences, de salons et de banquets.

### Les spectacles
Elle attire depuis ses débuts une programmation éclectique et internationale qui mêle concerts de jazz, hip hop, électro, pop, rock et musiques du monde, spectacles « Jeune Public » ainsi que le festival « Au fil des voix ». Parmi les artistes à l’affiche, on retrouve des personnalités de la scène française, mais aussi des artistes internationaux comme :
- Dick Rivers
- Sheila
- Priscilla Betti
- Jay Jay Johanson
- Alison Moyet
- Yves Duteil
- Broken Social Scene
- Gérald Dahan
- Brigitte,
- Emmanuel Moire,
- BB Brunes,
- Yelle,
- Hocus Pocus,
- DJ Yuksek,
- Lofofora,
- Deportivo,
- le comte de Bouderbala,
- Anne Roumanoff,
- Robbie Williams,
- Melody Gardot,
- Emeli Sandé,
- Magma,
- Marina and The Diamonds,
- Maroon 5,
- Damon Albarn,
- Gene Vincent,
- Calvin Harris,
- Lady Gaga,
- Justin Timberlake,
- St. Vincent
- Bloc Party,
- Natacha Atlas
- Les Vice Versa
- Dilain